# Tropentis sibiricum
Tropentis sibiricum är en flockblommig växtart som beskrevs av Constantine Samuel Rafinesque. Tropentis sibiricum ingår i släktet Tropentis och familjen flockblommiga växter. Inga underarter finns listade i Catalogue of Life.